# 그레이시 앨런
그레이시 앨런(Gracie Allen, 1895년 7월 26일 ~ 1964년 8월 27일)은 미국의 배우이다.

## 출연 작품
- 자매와 수병 (1944)
- 호놀룰루 (1939)
- 콜리지 스윙 (1938)
- 어 딤절 인 디스트레스 (1937)
- 콜리지 홀리데이 (1936)
- 빅 브로드캐스트 오브 1937 (1936)
- 더 빅 브로드캐스트 오브 1936 (1935)
- 위아 낫 드레싱 (1934)
- 빅 브로드캐스트 (1932)